# Husqvarna AB
Husqvarna AB é uma empresa sueca, sendo um dos grupos industriais mais antigos do mundo, tendo sido fundado em 1689.
A Husqvarna produz e comercializa produtos motorizados, para as mais diversas aplicações, sendo a líder global em equipamentos de força, produzindo  máquinas e acessórios para jardinagem, manutenção florestal, como motosserras, roçadeiras, motocultivadores, pulverizadores e cortadores de grama.
A empresa é reconhecida mundialmente pela qualidade superior dos seus produtos, que atendem tanto profissionais quanto consumidores domésticos.
A empresa está sediada na cidade de Huskvarna, na Suécia e tem presença em mais de 100 países. Atualmente emprega cerca de 15.700 funcionários em todo o mundo.

## História
Husqvarna iniciou a sua atividade como uma empresa voltada para a produção de mosquetes (provavelmente os mais avançados do seu tempo). Iniciou-se o acúmulo de experiência que, mais tarde a ajudaria a desenvolver alguns dos mais conceituados produtos no mundo em áreas tão distintas como armas, bicicletas, motocicletas, aparelhos domésticos, máquinas de costura e produtos para o manejo de florestas e espaços verdes.
Durante um período da sua história, a empresa pertenceu à Electrolux e recentemente em 2006, se tornou um grupo independente.
Com uma experiência de mais de 300 anos, porém com recentes mudanças drásticas, podemos considerar Husqvarna como uma empresa bastante jovem, que agora encontra o desafio de gerenciar o grupo de maneira independente e integrada globalmente. 

## Marcas
Nos últimos anos, o grupo cresceu muito através da aquisição de outras marcas, como Gardena, Jonsored e Diamond Boart. Diversas outras marcas são bastante fortes em seus mercados locais, porém ainda pouco globalizadas. Atualmente seu maior concorrente no Brasil é a Stihl, líder mundial na venda de motoserras e roçadeiras, tanto domésticas quanto profissionais, com fábrica em São Leopoldo.
Além dos produtos de jardinagem, floresta e construção, o grupo empresta sua marca para Motocicletas (produzidas pela KTM), Máquinas de Costura e eletrodomésticos.

## Presença no Brasil
No Brasil, além de comercializar diversos de seus produtos, o Grupo possui uma fábrica localizada na cidade de São Carlos em São Paulo.
Em 2020 a empresa lançou sua plataforma de comércio eletrônico no país, com cerca de 90 itens disponíveis, entre produtos completos e acessórios para atender profissionais prestadores de serviço bem como consumidores finais dos segmentos do agronegócio, manutenção de áreas verdes e o manejo florestal.